# Hensberg
Hensberg ist ein Gehöft im Südwesten der bergischen Großstadt Solingen.

## Lage und Beschreibung
Der Ort befindet sich im südwestlichen Bereich des Solinger Stadtgebietes im Stadtteil Aufderhöhe südlich der Bundesstraße 229, der Aufderhöher Straße. Die nur wenigen zu dem Ort gehörenden Gebäude befinden sich am Ende der Straße Hensberg, die in einem Wohngebiet vom Enzianweg bzw. vom Fliederweg abzweigt. Hensberg liegt auf einem Höhenzug westlich des Nacker Bachtals. Von dem Ort aus fällt das Gelände zum Nacker Bach hin teils steil ab. 
Benachbarte Ortslagen sind bzw. waren (von Nord nach West): Steinendorf, Brachen, Kohlsberg, Schirpenbruch, Gillicher Dahl, Holzhof, Gillich, Aufderhöhe, Schlagbaum und Löhdorf.

## Etymologie
Der Ortsname Hensberg ist vermutlich von dem Familiennamen Hens (= Hannes?) abgeleitet.

## Geschichte
Die Geschichte des Ortes kann bis in das 17. Jahrhundert zurückverfolgt werden. Im Jahre 1715 ist der Ort in der Karte Topographia Ducatus Montani, Blatt Amt Solingen, von Erich Philipp Ploennies ist der Ort mit einer Hofstelle verzeichnet und als [...]sberg benannt. Hensberg wurde in den Ortsregistern der Honschaft Ruppelrath innerhalb des Amtes Solingen geführt. Die Topographische Aufnahme der Rheinlande von 1824 verzeichnet den Ort unbenannt, die Preußische Uraufnahme von 1844 verzeichnet ihn ebenfalls unbenannt nordöstlich von Dahl. In der Topographischen Karte des Regierungsbezirks Düsseldorf von 1871 ist der Ort erneut unbenannt neben Dahl verzeichnet. Die Preußische Neuaufnahme von 1893 verzeichnet den Ort als Hensberg.
Nach Gründung der Mairien und späteren Bürgermeistereien Anfang des 19. Jahrhunderts gehörte der Ort zur Bürgermeisterei Höhscheid, die 1856 zur Stadt erhoben wurde. 
1815/16 lebten 15, im Jahr 1830 18 Menschen im als Häuser bezeichneten Wohnplatz. 1832 war der Ort weiterhin Teil der Honschaft Ruppelrath innerhalb der Bürgermeisterei Höhscheid, dort lag er in der Flur VII. Höhe. Der nach der Statistik und Topographie des Regierungsbezirks Düsseldorf als Hofstadt kategorisierte Ort besaß zu dieser Zeit drei Wohnhäuser und zwei landwirtschaftliche Gebäude. Zu dieser Zeit lebten 17 Einwohner im Ort, davon fünf katholischen und zwölf evangelischen Bekenntnisses. Die Gemeinde- und Gutbezirksstatistik der Rheinprovinz führt den Ort 1871 mit einem Wohnhaus und fünf Einwohnern auf. Im Gemeindelexikon für die Provinz Rheinland von 1888 werden zwei Wohnhäuser mit zwölf Einwohnern angegeben. 1895 besitzt der Ortsteil ein Wohnhaus mit sechs Einwohnern und gehörte zum evangelischen Kirchspiel Rupelrath, 1905 zählt der Ort ein Wohnhaus mit acht Einwohnern.
Mit der Städtevereinigung zu Groß-Solingen im Jahre 1929 wurde Hensberg ein Ortsteil Solingens. Nach dem Zweiten Weltkrieg wurden die zum größten Teil unbebauten Flächen rund um Aufderhöhe zunehmend durch neue Wohnhaussiedlungen erschlossen. So wurden in den 1950er Jahren etwa der Flieder- und der Enzianweg angelegt, die mit Einfamilienhäusern bebaut wurden. Diese Siedlung nördlich von Hensberg wurde bis um die Jahrtausendwende noch erweitert. Hensberg selbst ist jedoch bis heute durch seine Lage am Rande von Weide- und Ackerflächen ländlich geprägt, das ehemalige Bauernhaus und umliegende landwirtschaftlich genutzte Nebengebäude sind erhalten.